# Naveta (laboratori)
Una naveta de laboratori és un gresol petit, que té forma allargada semblant a la d'una barca, de material refractari, platí, níquel, etc. que s'empra per escalfar-hi o cremar-hi compostos orgànics dins d'un tub de combustió.